# (2262) Mitidika
(2262) Mitidika es un asteroide perteneciente al cinturón de asteroides, descubierto el 10 de septiembre de 1978 por Paul Wild desde el Observatorio de Berna-Zimmerwald, Berna, Suiza.

## Designación y nombre
Designado provisionalmente como 1978 RB. Fue nombrado Mitidika en homenaje a Mitidika una gitana personaje principal en las novelas del escritor Clemens Brentano.